# 富山県医薬品卸業協同組合
富山県医薬品卸業協同組合（とやまけんいやくひんおろしぎょうきょうどうくみあい）は、富山県に所在する医薬品・化粧品の卸売業者でつくる組合である。1957年（昭和32年）4月10日設立。富山市新庄本町1丁目4-10の明祥株式会社富山支店内に本部を置く。理事長は中田佳男。日本医薬品卸業連合会、富山県中小企業団体中央会の会員である。

## 1957年（昭和32年）設立時の発起企業
- 松井伊兵衛商店
- 中田清兵衛商店
- 井上誠昌堂
- 重松薬房
- 福森薬房
- 稲積博友堂

## 1977年（昭和52年）の組合員企業
- 松井薬品
- 池田屋安兵衛商店
- 井上誠昌堂
- カサマツ
- 協栄薬品
- 狩野薬局
- 清水薬品販売
- スズケン 富山支店
- 誠和薬品 高岡出張所
- 富山県薬品
- ナカダ薬品
- 日建産業 富山営業所
- 牧野商店
- 盛薬品
- 和田亀巣堂

## 1996年（平成8年）の組合員企業
- 井上誠昌堂
- カサマツ
- 松井薬品
- ナカダ薬品
- スズケン 富山営業部
- 池田屋安兵衛商店
- イワキ 富山支店
- 平成薬品 富山営業所
- 日建産業 富山営業所